# Herbert Späth
Herbert Späth – zbrodniarz hitlerowski, członek załogi podobozu KL Dachau – Mühldorf i SS-Oberscharführer.
Członek personelu KL Mühldorf, gdzie pełnił służbę jako strażnik i urzędnik administracji obozowej (był odpowiedzialny za wyżywienie personelu SS). Maltretował więźniów za najmniejsze nawet przewinienia, a szczególnie tych, którzy próbowali ukraść pożywienie z kuchni SS.
Späth został osądzony w procesie załogi Mühldorf przez amerykański Trybunał Wojskowy w Dachau. Skazany został na karę śmierci przez powieszenie, ale wyrok zamieniono w akcie łaski na dożywocie. Więzienie w Landsbergu opuścił 28 stycznia 1954.